# Тино (фрегат)
«Тино» — парусный фрегат Балтийского, затем Черноморского флота Российской империи. Участник русско-турецкой войны 1768—1774 годов.

## История службы

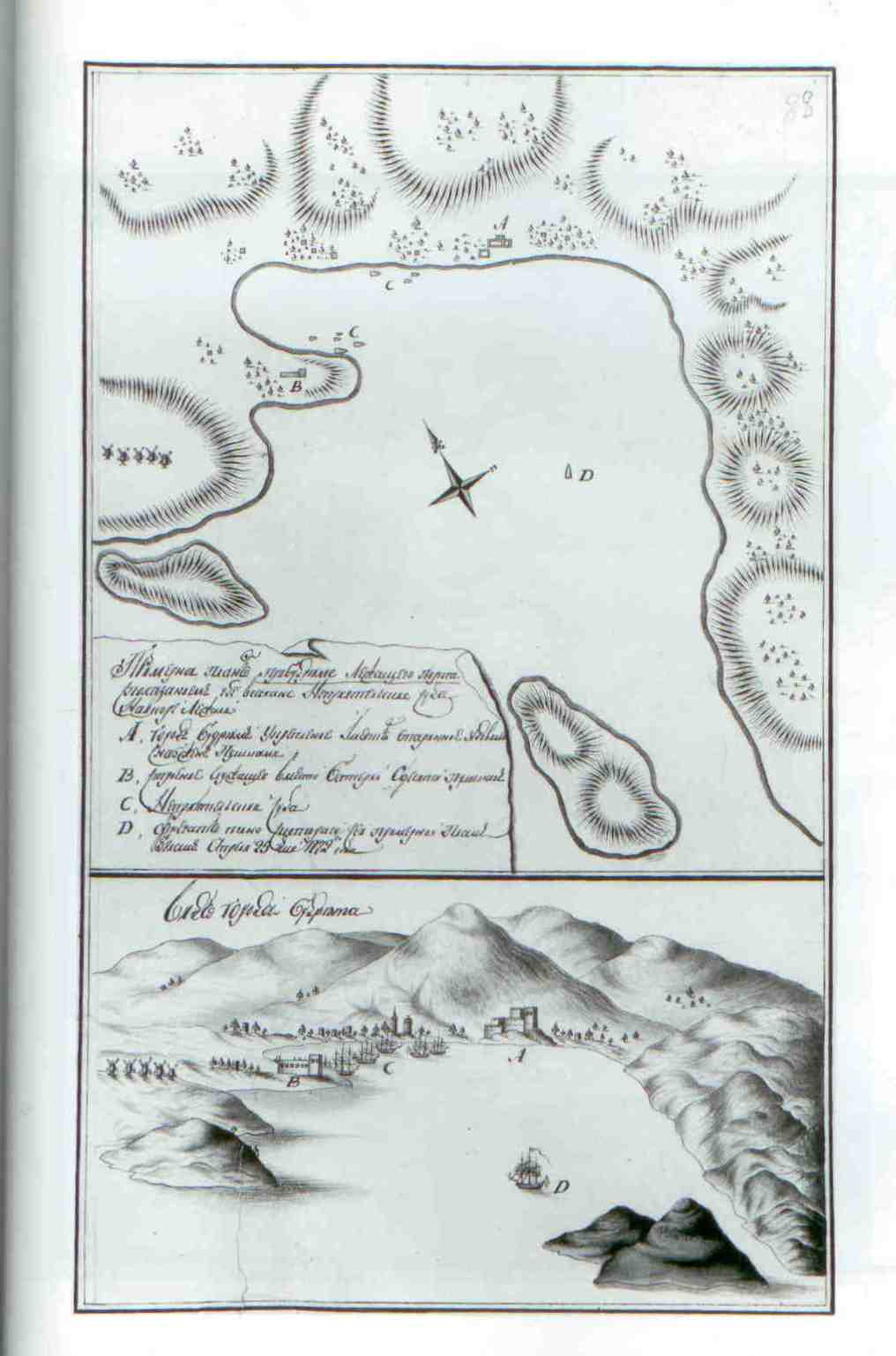
Карта и панорама Бодрума, сделана командой фрегата

Был переоборудован во фрегат из захваченного в Архипелаге в 1770 году турецкого судна. Вошёл в состав Балтийского флота России.
Принимал участие в русско-турецкой войне 1768—1774 годов.
7 июля 1771 года в составе отряда графа А. Г. Орлова пришёл из Ливорно в Аузу. С 1 августа по 6 ноября в составе эскадры выходил в крейсерство к проливу Дарданеллы, после чего вернулся в Аузу. С 27 февраля по 1 августа 1772 в составе эскадры контр-адмирала А. В. Елманова принимал участие в блокаде пролива Дарданеллы.
23 сентября 1772 года ушёл к острову Патмос, где крейсировал до июля следующего года. 30 июля в составе эскадры А. В. Елманова пришёл к крепости Бодрум, где принял участие в бомбардировке крепости и высадке десанта. 1 августа также бомбардировал береговые укрепления, а 5 августа вместе с эскадрой ушёл к крепости на острове Станчио и высадил десант, но
ввиду превосходства противника в сухопутных войсках, 8 августа десант пришлось снять с берега, и суда эскадры ушли к проливу Дарданеллы.
До 25 мая 1774 года выходил в крейсерство в Архипелаг в составе отрядов, а затем ушёл в Аузу. 8 мая следующего года покинул Аузу и ушёл в Чёрное море. Прибыл в Керчь и вошёл в состав Черноморского флота.

## Командиры фрегата
Командирами судна в разное время служили:
- Д. Воейков (1771 год).
- П. А. Проселков (1772–1774 годы).
- И. Я. Корсаков (1775).